# 菊亚纲
菊亚纲 （Asteridae）是克朗奎斯特分类法对显花植物分类中采用的一种纲以下、目以上的分类。共包括11个目：
1. 龙胆目
2. 茄目
3. 唇形目
4. 水马齿目
5. 车前目
6. 玄参目
7. 桔梗目
8. 茜草目
9. 川续断目
10. 头花草目
11. 菊目

在其他分类方法中，可能包括不同的目，但都会包括菊目。APG II 分类法中没有亚纲一级的分类，这些植物一般都是包括在菊分支 中，但根据基因亲源关系的研究，扩展了菊分支，将伞形目、山茱萸目和杜鹃花目也包括进去。